# Lisiera
Lisiera è una frazione del comune di Bolzano Vicentino situata a nord-est di Vicenza e lambita dal fiume Tesina, che la divide da Quinto Vicentino.

## Origini del nome
La località viene chiamata, nelle vecchie carte, "Liseria", forse da Luceria, quindi da lucus, cioè luogo boscoso.

## Storia

### Medioevo
In età medievale un vasto territorio al di fuori della città di Vicenza era ricoperto dalle acque stagnanti dell'Astico e da fitte boscaglie; documenti posteriori all'anno 1000 parlano del "bosco della Canonica" - perché donato ai canonici della cattedrale - che copriva tutta la zona. Infatti i nomi Lisiera (da lucus), San Pietro in Gu (in Wald) ValProto (Wald dei Proti) stanno a denotare la natura dei luoghi a quel tempo. Una buona parte di queste terre fu bonificata dai benedettini, provenienti dall'abbazia di San Felice o da quella di San Vito. Nel Privilegium del 983 il vescovo Rodolfo confermava ai monaci di San Felice in Liseria casali duo e nel 1118 l'imperatore Enrico V ordinava che fossero restituiti all'abbazia alcuni mandi ingiustamente usurpati.
Secondo le Rationes decimarum del 1297, a Lisiera esisteva la cappella di Santa Lucia, che dipendeva dalla pieve di Santa Maria di Bolzano.

## Luoghi d'interesse

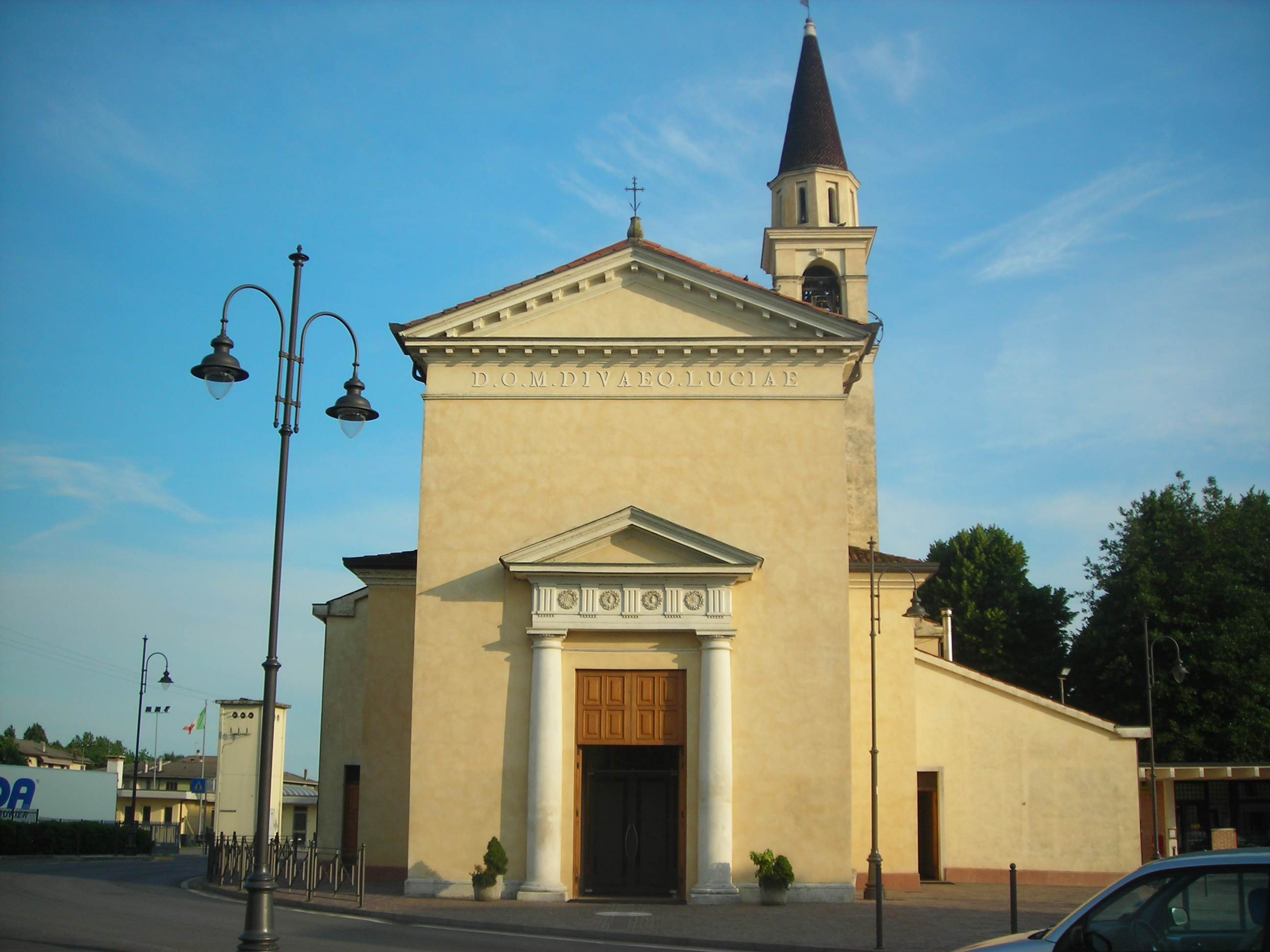
Chiesa parrocchiale di Santa Lucia

A Lisiera si trova Villa Valmarana progettata da Andrea Palladio.
La chiesa parrocchiale dedicata a Santa Lucia, è stata ricostruita ex novo a partire dal 1853 e restaurata e ampliata tra il 1975 e 1976.
Lungo le vie del paese si trovano alcuni capitelli votivi, tra cui quelli di Padre Pio in via Acque, di San Giuseppe in via Carpaneda, della Madonna della Pace in via Albereria, della Madonna delle Grazie in via Divisione Julia, di San Francesco in via Sottopassaggio e il crocifisso in Via Enrico Fermi.

## Infrastrutture e trasporti
Nei pressi di Lisiera si trova il casello autostradale Vicenza Nord dell'A31. È inoltre presente la fermata ferroviaria della linea Vicenza-Treviso.
La frazione è collegata alla città e ai paesi di Bolzano Vicentino, Valproto, Lanzè e Quinto Vicentino dalla linea 5 della Società Vicentina Trasporti.

## Eventi
Il secondo fine settimana di giugno, in coincidenza con la festa di Sant'Antonio di Padova, aveva luogo la Sagra di Sant'Antonio, evento annuale simbolo del paese ma interrottosi dal 2024.
L'ultimo week-end di luglio va in scena il Lisierock, rassegna di gruppi rock organizzata e gestita dai giovani del paese.